# Ignacio Warnes (província)
Ignacio Warnes é uma província da Bolívia localizada no departamento de Santa Cruz, sua capital é a cidade de Warnes.
Foi designada Ignacio Warnes em homenagem ao coronel argentino Ignacio Warnes, chefe militar e herói da independência.